# Dyseriocrania subpurpurella
Dyseriocrania subpurpurella là một loài bướm đêm thuộc họ Eriocraniidae. Loài này có ở châu Âu.
Sải cánh dài 9–14 mm. Cánh có màu vàng kim loại với các đốt đỏ ruby và xanh sa-phia.
Bướm bay từ tháng 4 đến tháng 5. Sâu bướm bắt chước lá của loài Quercus và ăn lá của loài này.

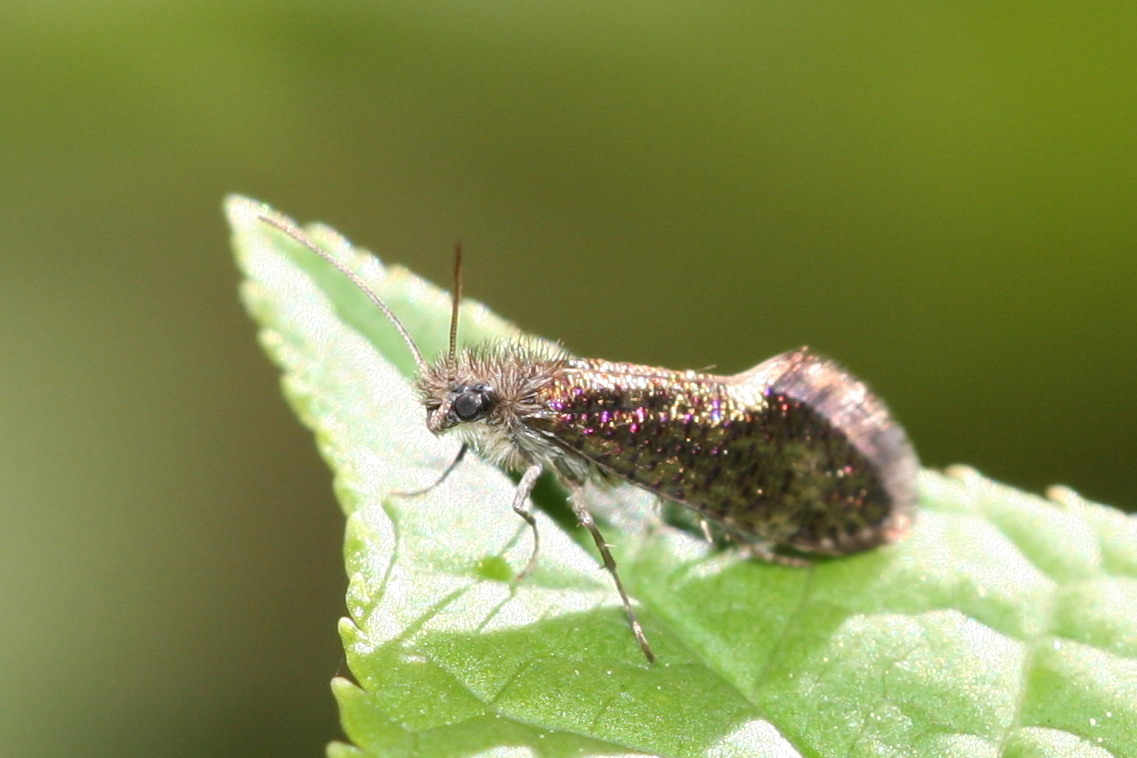

## Hình ảnh

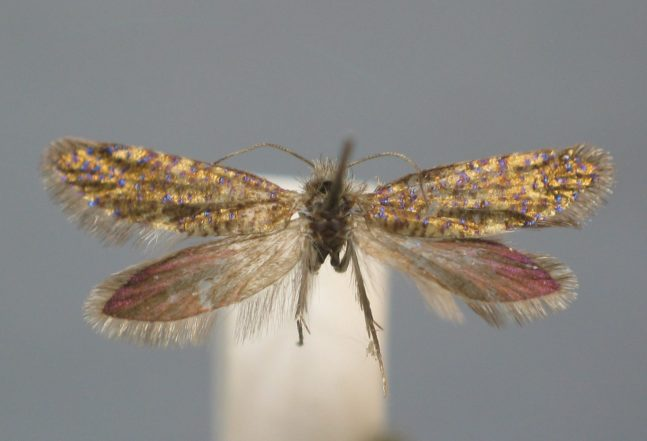
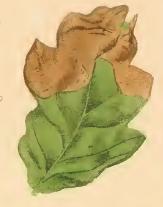
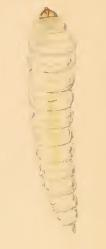
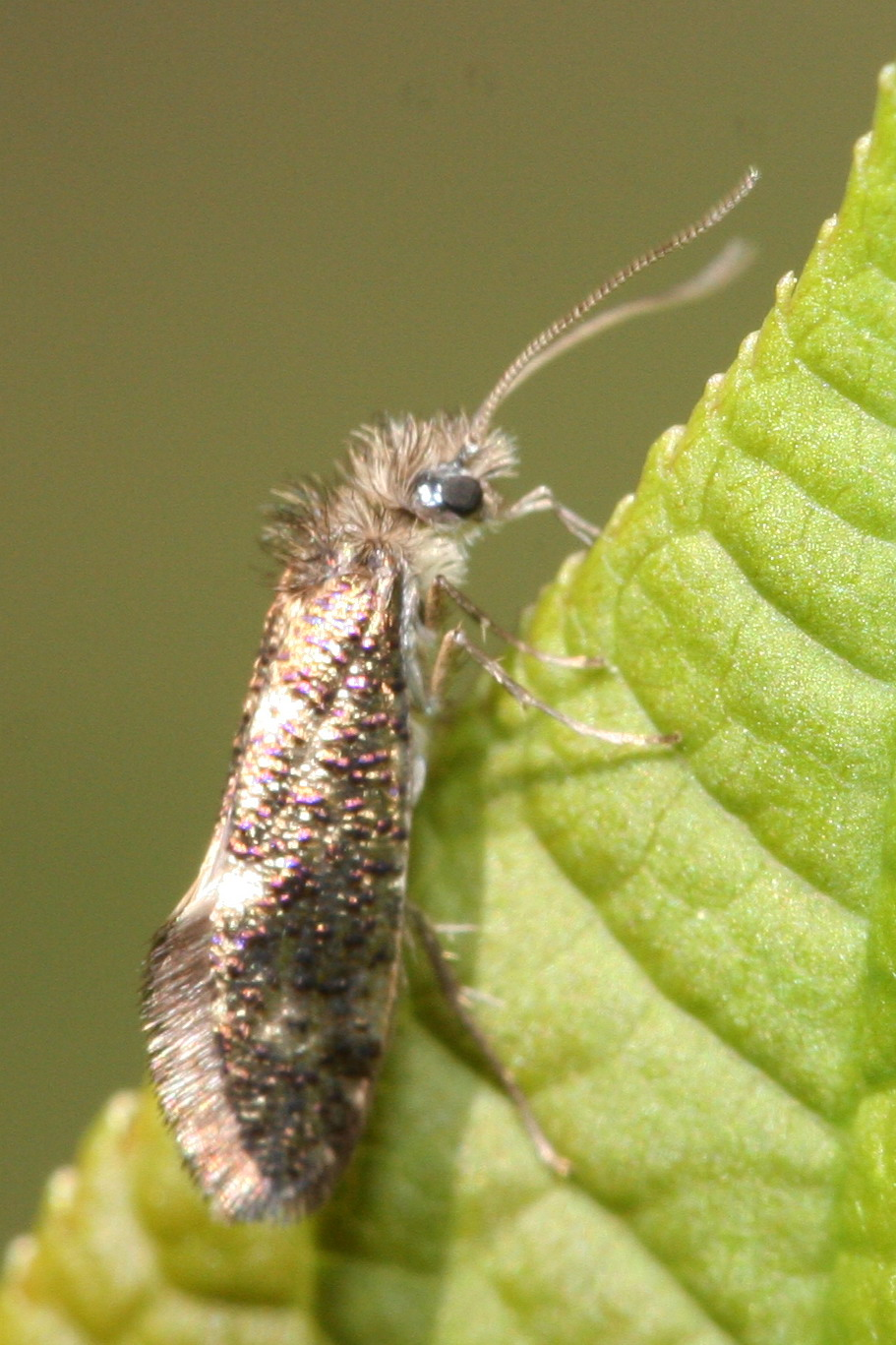